# 近羽裂银莲花
近羽裂银莲花（学名：Anemone subpinnata）为毛茛科银莲花属的植物，是中国的特有植物。分布在中国大陆的四川等地，生长于海拔3,750米的地区，一般生于高山草地，目前尚未由人工引种栽培。